# Плотин
Плотин (грч. Πλωτῖνος, лат. Plotinus; Ликопољ, 204/5 — Кампанија, 270) био је хеленистички филозоф из 3. века који се сматра зачетником новоплатонизма.
Плотинова филозофија еманационизма говорио о Једном (хен), као искону бића из којег истицањем (еманацијом) настају дух (нус), душа (психе) и на послетку твар (хиле), која је потпуно одсуство бића, небиће. Смисао филозофије је повратак човека своме искону, што подразумева пут повратка од мноштва ка једности. Врхунац овог пута усхођења је екстаза, мистично иступање из себе којим човек превазилази одељену свест и стапа се са Једним.
Плотинови списи су надахњивали поколења хеленских, хришћанских, јеврејских и исламских филозофа и мистика.

## Биографија
Плотин је рођен у Ликопољу близу Александрије у Египту око 204. године. Студирао је филозофију у Александрији, посећујући многа предавања, незадовољан што не може наћи правог филозофа. Са двадесет и осам година посетио је Амонија Сакаса, који виде шта Плотин тражи, и након првог предавања Плотин схвати да је то и нашао, и оста код Амонија пуних једанаест лета.
Са својих тридесет и девет година, када је цар Гордијан III 243. године повео рат против Персијанаца, Плотин му се придружио како би упознао персијску и индијску филозофију. Међутим, почетком 244. године, Персијанци су код Фалуџе поразили Римљане, цар Гордијан је убијен. Након склапања мира са Шапуром I, римска војска се повлачи према Риму, где стиже средином 244. године.
Са четрдесет година, Плотин стиже у Рим, где оснива своју филозофску школу. Ту стиче многе ученике, попут Порфирија, Амелија, Кастрикуса Фирмуса, Евстохија Александријског, као и неколико римских сенатора који су се окренули филозофији попут Марцелија Оронтија (Marcellus Orontius) Савинија (Sabinillus) и Рогантијана (Rogantianus). Плотин је намеравао да оствари идеју Платонове Државе и подигне идеални филозофски град који би у част свог великог учитеља назвао Платонополис. Римски цар Галијен му је чак издао дозволу да на рушевинама једног града у Кампанији оснује филозофски град, међутим, људи с двора су успели спречити Плотинов подухват, онемогућивши оснивање Платонополиса.
Плотин је био блага погледа, пријатељски настројен према свима. Он је био аскетске природе, мистик који у религиозној екстази види највишу вид људске спознаје. Према сведочанству његовог ученика и биографа Порфирија, Плотин је у његовом присуству »неизрециви циљ«, односно мистичку екстазу, досегао четири пута. Пред крај живота, деломично слеп, већину времена је посвећивао медитацији. Свом силом је тежио божанском и желио се ослободити земаљских оптерећења. Умро је око 270. године на добру једног свог ученика у Кампанији у Италији. Његове последње речи пред смрт, намењене пријатељу лекару Еустохију, биле су:
| „ | Покушај бога у себи довести до божанског у свему. | ” |

## Учење
Плотин се сматра оснивачем и најважнијим мислиоцем неоплатонизма. Био је понајвише под утицајем Платона, али у његовој филозофији такође има разних аристотеловских, стоичких, гностичких и мистичких елемената. Његов филозофски систем се често назива систем еманација (исијавања).
Плотин је користио појам хипостаза за означавање супстанција, односно ступњева бића. У целини постојећег, Плотин разликује следеће хипостазе:
- Једно (хен), неизрециво и свеприсутно, као искон свега;
- дух или ум (нус), који садржи идеје, односно форме свега;
- душа (психа), која обухвата душу света и појединачне душе живих бића; она је веза духовног и материјалног света, она оживљава твар;
- твар или материја (хиле), која није хипостаза, будући да ничему није подлога; сама је безоблична, а обликује је душа.

Свака хипостаза је утемељена у вишој, а једина која је утемељена у себи самој јесте највиша – Једно. Истицање или исијавање (лат. еманација) је процес који тече одозго према доле, од једног ка твари.

### Једно
Плотин је поистоветио Једно (Хен) са добротом и битком, стављајући га изнад свих одређених бића и мисли као последњи и неизрециви искон свега постојећег. Пошто је Једно изнад разума, филозофија не може позитивно одредити шта оно јесте, а знање и појмовно мишљење не могу га обухватити. Једно је неодређено и тешко му је придати било који атрибут, осим да постоји и да све што постоји по њему постоји.
| „ | Иако је природа Једног извор свих ствари, оно није ни једна од њих. Није ни нешто, ни каквоћа, ни количина, ни дух, ни душа ... Право говорећи, не може се назвати ни овако ни онако, него ми, који споља обилазимо око Једног, желимо изразити шта доживљавамо, час ближе час даље, услед потешкоћа што се Једно не може докучити знањем као остали појмови, већ присуством, које је вредније од знања ... Јер оно заиста није далеко ни од кога, а опет је далеко од свију, те иако је присутно, присутно је само за оне који га примају и који су спремни да се приљубе, прихвате и осете га сродношћу унутрашње силе. | ” |

### Еманације Једног
Једно еманира (лат. emanare - истицати, исијавати, изливати) из себе ниже ступњеве бића. Једно се пореди са сунцем, које непрестано исијава светлост, чиме ништа не губи. Па ипак, исијавање (еманација) је слабијег интензитета што се више удаљује од извора. Као што су ствари удаљеније од светла све слабије обасјане изворним сјајем, тако биће удаљено од Једног све мање јесте, док је на крајњем ступњу материја, која је потпуно одсуство бића, небиће. Отуда поступност опадања у природи, и настанак зла.

#### Дух
Нус (дух или ум) је Једно које се очитује у умовању. Ум може мислити једно само у разлици спрам њега самога, чиме настаје двојство. Тако из Једног произлази ум (ноус) као прво двојство. Та прва еманација садржи идеје, односно форме свега.

#### Душа
Душа света (психе), која прожима читав свемир, је извор настанка свих појединачних душа. Она је за Плотина трећа хипостаза која производи живот свих ствари, уређује их и њима влада. Окренута ка унутра, управљена је на више сфере духа, а окренута спољашњем, еманира своје најниже сфере. Тако душа ствара и материју која нема своје независне реалности. Све док душа живи у чистом свету бити, она се не одваја од других душа; али чим постане везана уз једно тело, управљајући оним што је ниже од ње, одваја се од других бестелесних душа. Тако душа, осим у малог броја људи, постаје све више везана уз тело.
| „ | Тело помрачује истину, али тамо (у оностраности) све стоји јасно и одвојено. | ” |

Душа у човеку својим вишим деловима дотиче духовну област, а нижим чулну. Човек је биће на средини светова, кога његова природа вуче и ка материјалном и ка духовном свету. Човек се може кретати горе или доле по лествици бивања. Крећући се према горе, ка Једном, човек постаје бољи, а ако иде надоле, ка материји, постаје зао. Што се душа више развија према вечном животу, она ће се све мање сећати овоземаљског живота; пријатељи и породица ће постепено бити заборављени, све док више ништа не будемо знали о стварима овога света, него ћемо само посматрати духовну сферу. Међутим, ако је душа била грешна, након смрти мора да уђе у друго тело, јер правда захтева да буде кажњена. Плотин даје овај пример:
| „ | Ако сте у овоме животу убили своју мајку, ви ћете у идућем животу бити жена и вас ће убити ваш син. | ” |

#### Твар
Твар (или материја, гр. хиле) је оно најниже у процесу еманације. Сама је безоблична, а обликује је душа. Материја није хипостаза, будући да ничему није подлога. У виду мноштва појединачних телесних ствари, она је најудаљенија од истинског бивства, крај процеса еманације, одсуство бића, небиће, тама, зло.

### Повратак Једном
За Плотина, смисао филозофије није пука спознаја већ повратак свом почелу. Метафизика нам открива пут исијавања - силазак од Једног к мноштву постојећих бића, а етика нас учи путу повратка - успону к Једном. Пут повратка подразумева усавршавање врлине, напредовање у самоспознаји и очишћење (катарза) од материјалних ствари, при чему долази до одуховљења душе.
| „                     | Душа у свом кретању према себи, односно истинској самоспознаји, не само освешћује своје сопствено исходиште, већ она постаје духом. | ” |
| — Енеаде VI, 7, 35. 4 | |   |

Човек својим настојањем да се уздигне до Једног као извора истине, доброте и лепоте, прелази повратни пут од таме ка светлости. Умовање о исијавању бића јесте враћање, успињање по хипостазама, које доводи до преображаја човека.
| „ | Уздижући се, душа не тежи постати нешто што већ није, различито од себе; него радије се враћа сама себи. Онда када бива сама у себи, а не у нижем бићу, присутна је у Једном. | ” |

Созерцање Једног је могуће само када човек и сам постане један из мноштва. Пут повратка је кретање од сложености ка простоти, од подељености ка једности. Једност настаје када се созерцатељ толико поистовети са созерцаним, да ишчезава свака двојственост и с њим постаје једно. Врхунац усхођења је екстаза, односно мистично иступање којим човек превазилази одељену свест о себи и стапа се са Једним.
| „                  | Често се то догађало, долазио сам себи осећајући како иступам из тела. Иако одвојен од других ствари, усредсређен на себе видим лепоту која је величанствена. А онда сам, више него икад, постајао свестан свога јединства с узвишеним поретком; моја активност је највиши стадијум живота, ја постајем једно с божанским; устаљујем се у њему тиме што сам достигао ту активност ... Па ипак, долази тренутак спуштања ... и после овога боравка у божанству ја се питам како се то догодило да сам се сад спустио, и како је душа уопште могла да уђе у моје тело. | ” |
| — Енеаде, IV, 8, 1 | |   |

## Дела
Плотин је подучавао претежно усмено па се не може са сигурношћу утврдити оригиналност свих списа који му се приписују.
Његов ученик Порфирије је сакупио и издао 54 његова предавања, обухвативши их у шест књига, свака с по девет поглавља, које је назвао Енеаде (деветнице). Енеаде почињу етичким поглављем, друга и трећа Енеада се баве филозофијом природе, четврта књига говори о души, пета о духу и оностраном, а посљедња се бави Једним.

## Утицаји
Међу Плотиновим ученицима налазе се Порфирије, Апулеј, Јамблих, Јулијан Апостата, Темистије, Симпликије, Макробијус, Прокло, и Хипатија која је страдала од руку хришћанских фанатика 415. године.
Плотиново учење је наредних векова утицало на поколења духовних мислиоца, међу којима су и Августин, Псеудо-Дионисије, Максим Исповедник, Августин, Еријугена, Авицена, Алгазел, Авицеброн, Мајстор Екхарт, Никола Кузански, Ђордано Бруно, Хердер, Јакоби, Шелинг, Гете, Новалис. Плотин је знатно утицао и на хришћанство.